# Maccabi Tel Aviv B.C. 2017-2018
Questa voce raccoglie le informazioni riguardanti il Maccabi Tel Aviv B.C. nelle competizioni ufficiali della stagione 2017-2018.

## Stagione
La stagione 2017-2018 del Maccabi Tel Aviv B.C. è la 62ª nel massimo campionato israeliano di pallacanestro, la Ligat ha'Al.

## Roster
Aggiornato al 6 ottobre 2021
| Maccabi FOX Tel Aviv 2017-18 | Maccabi FOX Tel Aviv 2017-18 |
| Giocatori                    | Staff tecnico                |
| ---------------------------- | ---------------------------- |

| N. | Naz.                                         | Ruolo | Nome              | Anno | Alt.   | Peso   |  |
| -- | -------------------------------------------- | ----- | ----------------- | ---- | ------ | ------ |  |
| 1  | Stati Uniti (bandiera)                       | A     | Deshaun Thomas    | 1991 | 201 cm | 104 kg |  |
| 2  | Stati Uniti (bandiera)                       | PG    | Jeremy Pargo      | 1986 | 188 cm | 94 kg  |  |
| 4  | Israele (bandiera)                           | AP    | Karam Mashour     | 1991 | 198 cm | 95 kg  |  |
| 5  | Stati Uniti (bandiera) · Tunisia (bandiera)  | G     | Michael Roll      | 1987 | 198 cm | 92 kg  |  |
| 7  | Stati Uniti (bandiera) · Ungheria (bandiera) | G     | DeAndre Kane      | 1989 | 196 cm | 91 kg  |  |
| 8  | Israele (bandiera)                           | A     | Deni Avdija       | 2001 | 201 cm | 94 kg  |  |
| 9  | Stati Uniti (bandiera) · Israele (bandiera)  | C     | Alex Tyus         | 1988 | 204 cm | 100 kg |  |
| 12 | Stati Uniti (bandiera) · Israele (bandiera)  | P     | John DiBartolomeo | 1991 | 183 cm | 79 kg  |  |
| 15 | Stati Uniti (bandiera) · Israele (bandiera)  | AC    | Jake Cohen        | 1990 | 210 cm | 107 kg |  |
| 18 | Israele (bandiera)                           | AG    | Itay Segev (C)    | 1995 | 204 cm | 101 kg |  |
| 30 | Stati Uniti (bandiera)                       | P     | Norris Cole       | 1988 | 188 cm | 80 kg  |  |
| 43 | Australia (bandiera)                         | AG    | Jonah Bolden      | 1996 | 203 cm | 102 kg |  |
| 45 | Bielorussia (bandiera)                       | C     | Arcëm Parachoŭski | 1987 | 211 cm | 127 kg |  |
| 50 | Israele (bandiera)                           | AP    | Yovel Zoosman     | 1998 | 200 cm | 90 kg  |  |
| 55 | Stati Uniti (bandiera)                       | P     | Pierre Jackson    | 1991 | 180 cm | 82 kg  |  |

| Allenatore                                                                                     |
| - Neven Spahija                                                                                |
| Assistente/i                                                                                   |
| - Tal Burstein - Tim Fanning - Guy Goodes Legenda - (C) Capitano - (IN) Inattivo - Infortunato |

## Mercato

### Sessione estiva
| Acquisti | Acquisti          | Acquisti         | Acquisti      | Acquisti |
| R.       | Nome              | da               | Modalità      |          |
| -------- | ----------------- | ---------------- | ------------- | -------- |
| AP       | Karam Mashour     | Bnei Herzliya    | definitivo    |          |
| P        | John DiBartolomeo | Maccabi Haifa    | definitivo    |          |
| G        | Michael Roll      | Beşiktaş         | definitivo    |          |
| A        | Deshaun Thomas    | Anadolu Efes     | definitivo    |          |
| C        | Arcëm Parachoŭski | UNICS Kazan'     | definitivo    |          |
| G        | DeAndre Kane      | Real Betis       | definitivo    |          |
| AG       | Jonah Bolden      | Stella Rossa     | definitivo    |          |
| P        | Norris Cole       | Oklahoma Thunder | definitivo    |          |
| AC       | Jake Cohen        | Maccabi Ashdod   | definitivo    |          |
| C        | Alex Tyus         | Galatasaray      | definitivo    |          |
| GA       | Yovel Zoosman     | Maccabi Ra'anana | fine prestito |          |
| P        | Pierre Jackson    | Texas Legends    | definitivo    |          |

| Cessioni | Cessioni          | Cessioni       | Cessioni          | Cessioni |
| R.       | Nome              | a              | Modalità          |          |
| -------- | ----------------- | -------------- | ----------------- | -------- |
| P        | Gal Mekel         | Gran Canaria   | rescissione       |          |
| AG       | Victor Rudd       | Gaziantep BŞB  | fine contratto    |          |
| G        | Devin Smith       |                | ritirato          |          |
| C        | Colton Iverson    | Free agent     | fine contratto    |          |
| AP       | Sylven Landesberg | Estudiantes    | rescissione       |          |
| G        | Andrew Goudelock  | Olimpia Milano | fine contratto    |          |
| P        | Amit Ebo          | Hapoel Eilat   | fine contratto    |          |
| A        | Quincy Miller     | Bamberger      | rescissione       |          |
| G        | D.J. Seeley       | Gran Canaria   | fine contratto    |          |
| AC       | Joe Alexander     | Hapoel Holon   | fine contratto    |          |
| AG       | Nimrod Levi       | Maccabi Ashdod | fine contratto    |          |
| AP       | Guy Pnini         | Hapoel Holon   | fine contratto    |          |
| G        | Yogev Ohayon      | H. Gerusalemme | fine contratto    |          |
| C        | Maik Zirbes       | Bayern Monaco  | riscatto prestito |          |

### Dopo l'inizio della stagione
| Acquisti | Acquisti     | Acquisti   | Acquisti       | Acquisti   |
| R.       | Nome         | da         | Data           | Modalità   |
| -------- | ------------ | ---------- | -------------- | ---------- |
| PG       | Jeremy Pargo | Champville | 25 aprile 2018 | definitivo |

| Cessioni | Cessioni | Cessioni | Cessioni | Cessioni |
| R.       | Nome     | a        | Data     | Modalità |
| -------- | -------- | -------- | -------- | -------- |